# Nokia (bedrijf)

Beeldmerk tot 2023

Nokia Corporation is een beursgenoteerd Fins bedrijf dat zich tot 2013 voornamelijk toelegde op telecommunicatieapparatuur. Nokia's slogan was Connecting People. Nadat Microsoft op 3 september 2013 de mobiele tak van het bedrijf overgenomen had, ging het in sterk afgeslankte vorm verder op het gebied van netwerkinfrastructuur, navigatiediensten en de ontwikkeling van nieuwe technologieën. In 2016 nam Nokia het Franse bedrijf Alcatel-Lucent over, het bedrijf verdubbelde hierdoor in omvang. Het hoofdkantoor is gevestigd in het Finse Espoo.

## Geschiedenis en bedrijfsontwikkeling

### Vroege geschiedenis
Nokia werd in 1865 opgericht door Fredrik Idestam als molen voor houtpulp. Het bedrijf breidde uit en ging rubberproducten maken in het stadje Nokia (ruim 30.000 inwoners in 2009). De naam van de stad werd tevens de bedrijfsnaam. Na de Tweede Wereldoorlog nam Nokia de kabelfabriek Finnish Cable Works over.

### Intrede in de telefonie
Rond 1978 ontwikkelde Nokia de DX 200, een digitale telefooncentrale gebaseerd op de 8086-processor van Intel, die toen net op de markt was. In 1981 werd in Scandinavië het eerste mobieletelefonienetwerk ter wereld ingevoerd. Nokia bouwde destijds de eerste autotelefoons voor dit netwerk. In de jaren tachtig begon Nokia ook met personal computers onder de naam Mikromikko, maar deze activiteit werd geen succes. De computerafdeling werd verkocht aan International Computers, Ltd. (ICL), later onderdeel van Fujitsu-Siemens, en Nokia richtte zich op de productie van mobiele telefoons. In de jaren negentig werden alle niet-telefoongerelateerde activiteiten afgestoten.

### Mobiele telefoons
In 1998 verkocht Nokia voor het eerst meer toestellen dan marktleider Motorola en Nokia was tot 2012 wereldmarktleider op het gebied van mobiele telefoons. In de zomer van 2005 verkocht het in Nigeria zijn miljardste telefoon. Nokia had een dochterbedrijf, Vertu, dat zeer exclusieve mobiele telefoons op de markt bracht, afgewerkt met goud en platina en edelstenen. Dit dochterbedrijf werd in juni 2012 verkocht aan investeringsconcern EQT VI.
Nokia heeft ook de nodige apparatuur ontwikkeld voor de TETRA-technologie — zowel zendmasten als eindapparatuur zoals digitale radio's. In 2005 nam EADS de TETRA-activiteiten van Nokia over. Nokia heeft onder meer de technologie geleverd voor het TETRA-netwerk in België dat wordt uitgebaat door A.S.T.R.I.D. Het bedrijf is voorstander van softwarepatenten.
Voor Nokia was 2007 een recordjaar. Het realiseerde een nettowinst van 7,1 miljard euro op een omzet van 51 miljard euro in dat jaar. In 2010 piekte het personeelsbestand van het bedrijf op 132.000 medewerkers.
In 2007 stootte Nokia de fabriek in het Duitse Bochum af met een verlies van 2300 arbeidsplaatsen en verplaatste de productie naar Roemenië. In Roemenië werd hiervoor onder meer een 40 kilometer lange snelweg aangelegd tussen Cluj-Napoca en de fabriek in Jucu. Aan de aanpassing van de infrastructuur besteedde de Roemeense staat 37 miljoen euro; Nokia zelf investeerde 60 miljoen euro in de verplaatsing. In 2011 werd de fabriek alweer gesloten en naar China overgebracht, om de concurrentie met de iPhone het hoofd te bieden, waardoor 2200 banen en 5% van de Roemeense export verloren gingen.
In 2008 stapte Nokia in digitale kaarten met de overname van het Amerikaanse Navteq en betaalde hier $ 8,1 miljard voor. Nokia wilde met de overname inspelen op de groeiende belangstelling van navigatiesoftware op mobiele telefoons. Navteq realiseerde een winst van $ 109 miljoen op een totale omzet van $ 582 miljoen en was daarmee een dure overname voor Nokia.
Medio 2007 voegden Nokia en Siemens de productiedivisies met betrekking tot apparatuur voor vaste en mobiele netwerken samen in Nokia Siemens Networks (NSN). Nokia en Siemens kregen elk een belang van 50% in de joint venture dat een omzet realiseerde van zo’n 16 miljard euro in 2005. Voor 2010 verwachtten de twee 1,5 miljard euro per jaar aan kosten te besparen door vooral te snijden in het personeelsbestand van 60.000 werknemers. Zes jaar later, kocht Nokia het belang van Siemens in NSN voor 1,7 miljard euro. In 2012 realiseerde NSN voor het eerst winst op een omzet van 13,8 miljard euro. De partners hadden in 2011 nog een poging gedaan NSN te verkopen aan een private-equity-investeerder, maar dit mislukte vanwege de lage biedingen. Het verkoopproces werd gestaakt en NSN besloot flink in de kosten te snijden door 17.000 werknemers, circa 23% van het totaal, te ontslaan.
In 2011 sloot Nokia een deal met Microsoft, dat in Nokia een partner vond voor zijn Windows Phone. In 2011 en 2012 beende Nokia de iPhone niet meer bij en leed een verlies van bij elkaar 5 miljard euro. Op 3 september 2013 nam Microsoft voor 5,4 miljard euro vrijwel alle activiteiten van Nokia over, door de aankoop van de mobiele tak en de patenten. Op 24 april 2014 maakte Microsoft bekend dat de merknaam Nokia zal wijzigen in Microsoft Mobile. Overigens zal de merknaam Nokia niet verdwijnen op de Nokia smartphones. Op de voorkant van de telefoon blijft de naam Nokia ongewijzigd, op elke achterkant zal de tekst: "Nokia by Microsoft" worden afgebeeld. Met de verkoop ging ongeveer twee derde van de omzet en het personeel over naar Microsoft. Over 2012 rapporteerde Nokia een totale omzet van 30 miljard euro en telde zo'n 125.000 werknemers; dit is inclusief de onderdelen die aan Microsoft zijn verkocht.

### Focus op netwerkinfrastructuur
Na de verkoop richtte het resterende deel van Nokia zich vooral op netwerkinfrastructuur, navigatiediensten waaronder kaart- en locatiediensten (onder de merknaam HERE), en de ontwikkeling van nieuwe technologieën.
In mei 2016 maakte HMD Global bekend dat ze de exclusieve rechten hebben verworven om, tot 2024, Nokia branded smartphones en tablets te ontwikkelen. Ook heeft het bedrijf, samen met FiH mobile, de Nokia Asha tak overgekocht van Microsoft. FiH kocht de overbodige fabrieken over van Microsoft. HMD Global nam dan weer de nodige licenties & patenten over. De eerste toestellen die aangedreven worden door Android werden begin 2017 verwacht. Het eerste model was de Nokia 6.
In april 2015 maakte Nokia bekend de Franse concurrent Alcatel-Lucent over te nemen voor 15,6 miljard euro, te voldoen in Nokia-aandelen. Het fusiebedrijf gaat verder als Nokia Corporation met het hoofdkantoor in Finland. Het kwam voor twee derde in handen van de huidige aandeelhouders van Nokia; die van Alcatel-Lucent hielden de rest. De combinatie telde wereldwijd ruim 110.000 werknemers en de twee behaalden in 2014 een totale omzet van bijna 26 miljard euro en een operationele winst van 2,3 miljard euro. Na de fusie werd het de tweede speler op de markt voor mobiele netwerken, na Ericsson, maar voor Huawei, met een marktaandeel van 25%. De fusie leidde tot kostenvoordelen die opliepen tot 900 miljoen euro per jaar in 2019. Eens alle toestemmingen binnen waren, werd de overname in de eerste helft van 2016 afgerond. De Europese Commissie keurde in juli 2015 de fusie goed. In Europa werd het gecombineerde marktaandeel 30%. Nokia is daar een grote speler en Alcatel-Lucent had er een klein marktaandeel, terwijl het in de Verenigde Staten precies andersom was. Begin 2016 had Nokia meer dan 90% van de aandelen Alcatel in handen en de twee gaan sinds medio januari 2016 verder als één bedrijf.
Tegelijkertijd meldde Nokia dat het HERE, een concurrent van de Nederlandse navigatiespecialist TomTom, wil verkopen. Bij dit onderdeel werkten in 2014 gemiddeld zo'n 6000 mensen en het behaalde in de periode 2012-2014 een gemiddelde jaaromzet van 1 miljard euro. Vanwege de aanstaande verkoop heeft Nokia in 2014 een belangrijke afboeking gedaan op de betaalde goodwill van 1,2 miljard euro waardoor dit onderdeel zwaar in de verliezen kwam. Zonder de bijzondere last zou de bedrijfswinst op 170 miljoen euro zijn uitgekomen. Begin augustus 2015 maakte Nokia bekend dat het HERE voor 2,8 miljard euro heeft verkocht aan autofabrikanten Audi, BMW en Daimler. De aandelen worden gelijk verdeeld over de drie fabrikanten. Begin december 2015 werd de transactie afgerond en dit leverde Nokia een boekwinst op van circa 1 miljard euro.
In 2020 kende NASA een contract toe aan Nokia voor de uitbouw van een LTE/4G netwerk op de maan. Nokia bouwt op basis van bestaande componenten autonome 4G basisstations voor de uitbouw van een 4G netwerk op de maan. Voor eind 2024 zou de eerst testopstelling op de maan moeten landen met een lander van Intuitive Machines.
In oktober 2023 maakte Nokia bekend dat er ongeveer 14.000 banen gaan verdwijnen. Het resultaat in het derde kwartaal 2023 was fors gedaald en is de aanleiding voor dit besluit. Nokia wil het huidige personeelsbestand terugbrengen van 86.000 naar 72.000 tot 77.000 werknemers in 2026.
In mei 2024 keurde president Poetin de verkoop van de Nokia activiteiten in Rusland goed. Nokia besloot zich uit het land terug te trekken na de Russische inval in Oekraïne in februari 2022. De verkoop was afhankelijk van deze goedkeuring die na ruim twee jaar is gekomen. Rostelecom koopt het Nokia belang in de joint venture. In 2021 werd zo'n 2% van de omzet van Nokia in Rusland gerealiseerd.
Op 27 juni 2024 tekende Nokia een overeenkomst om Alcatel Submarine Networks (ASN) te verkopen aan de Franse staat. Inclusief de overname van schulden komt de opbrengst voor Nokia uit op € 350 miljoen. De verkoopwaarde ligt echter ver onder de waarde waarvoor ASN in de boeken van Nokia staat, met als gevolg een bijzondere waardevermindering van € 514 miljoen. ASN beheert een netwerk van 750.000 kilometer aan kabels.

## Activiteiten
Na de verkoop van de mobiele telefoons aan Microsoft zijn Network Infrastructure en Mobile Networks veruit de belangrijkste en grootste onderdelen, zij houden zich bezig met de aanleg en onderhoud van mobiele telefoonnetwerken. Twee kleinere onderdelen zijn Cloud and Network Services en Nokia Technologies, bij dit laatste onderdeel worden nieuwe communicatiegerelateerde technologische toepassingen ontwikkeld. Dit onderdeel maakte minder dan 5% van de totale omzet uit in 2023.
In 2023 was de omzet ruim 22 miljard euro. Noord-Amerika en Europa zijn even groot met elk een omzetaandeel van zo'n 25%. Verder is Azië, inclusief de Volksrepubliek China, een belangrijke markt voor Nokia. In dat jaar gaf Nokia ongeveer 20% van de omzet uit aan R&D.

### Resultaten
Nokia heeft de leidinggevende positie in de verkoop van mobiele telefoons verloren en is daarmee in de verliezen geraakt vanaf 2011. In 2013 is de omzet fors gedaald na het afstoten van deze activiteit aan Microsoft. Het grote verlies in 2016 was een gevolg van de integratie van Alcatel, er werd fors extra afgeschreven op de bezittingen en de voorraden en voorzieningen getroffen voor het samenvoegen van de activiteiten. In 2017 werd wederom fors extra afgeschreven, net als in 2016. Het grote nettoverlies in 2020 was vooral het gevolg van een grote eenmalige belastingtegenvaller ter waarde van 2,9 miljard euro. In 2022 kwam Nokia tot de conclusie dat het te pessimistisch was geweest in 2020 met de belastingen en draaide in 2022 zo'n 2,5 miljard euro terug waardoor dit jaar met een recordwinst werd afgesloten.
| Jaar | Omzet    | Nettoresultaat | Aantal werknemers |
| ---- | -------- | -------------- | ----------------- |
| 2000 | € 30.376 | € 4078         | 58.708            |
| 2005 | € 34.191 | € 3690         | 56.896            |
| 2006 | € 41.121 | € 4366         | 65.324            |
| 2007 | € 51.058 | € 6746         | 100.534           |
| 2008 | € 50.710 | € 3889         | 121.723           |
| 2009 | € 40.984 | € 260          | 123.171           |
| 2010 | € 42.446 | € 1343         | 132.427           |
| 2011 | € 39.659 | € –1488        | 130.050           |
| 2012 | € 30.176 | € –3789        | 97.798            |
| 2013 | € 12.709 | € 41           | 52.244            |
| 2014 | € 12.732 | € 1171         | 54.600            |
| 2015 | € 12.499 | € 2466         | 54.700            |
| 2016 | € 23.614 | € –912         | 102.787           |
| 2017 | € 23.147 | € –1437        | 102.761           |
| 2018 | € 22.563 | € –549         | 103.083           |
| 2019 | € 23.315 | € 18           | 98.332            |
| 2020 | € 21.852 | € –2513        | 92.039            |
| 2021 | € 22.202 | € 1654         | 87.927            |
| 2022 | € 24.911 | € 4210         | 86.896            |
| 2023 | € 22.258 | € 674          | 86.689            |

## Opmerkelijke toestellen

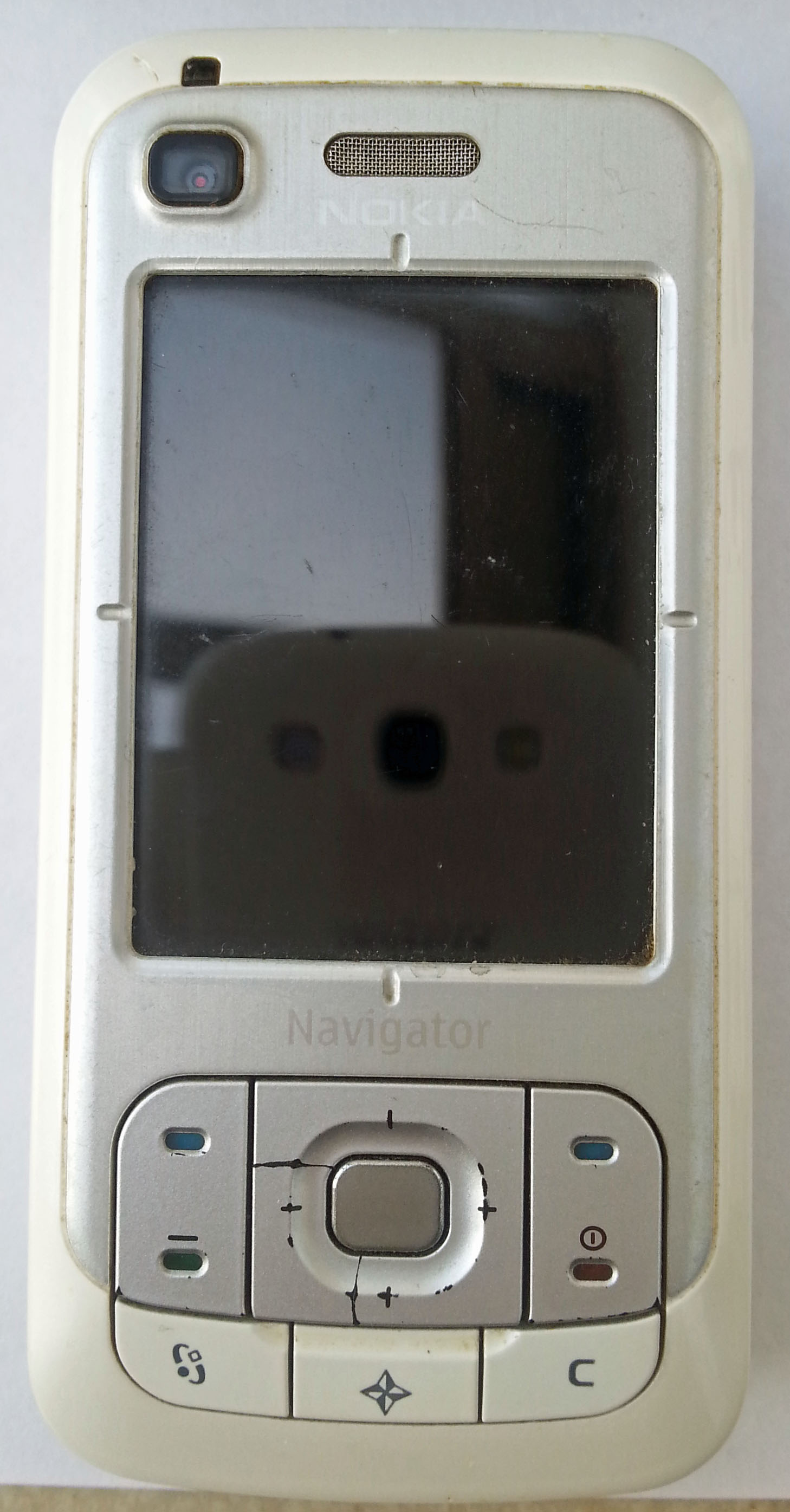
Nokia 6110 Navigator

- Nokia N-Gage – mobiele telefoon gecombineerd met gameconsole.
- Nokia N82 – mobiele telefoon met 5 megapixelcamera en Xenonflits, winnaar Best Mobile Imaging Device in Europe Award 2008.
- Nokia N95 – mobiele telefoon gecombineerd met 5 megapixelcamera en gps-routeplanner.
- Nokia N96 – mobiele telefoon. 3G-smartphone met intern geheugen van 16 GB.
- Nokia N97 – mobiele telefoon. Touchscreensmartphone met keyboard en 32 GB intern (eventueel 16 GB extra door middel van microSD-kaart).
- Nokia N900 – internettablet. Touchscreen met keyboard en 32 GB intern (eventueel 16 GB extra door middel van microSD-kaart). Draait onder Linux (Maemo 5, gebaseerd op Debian).
- Nokia E65 – mobiele telefoon, slank-slide-design.
- Nokia N93 – mobiele telefoon gecombineerd met 3,2 megapixelcamera/camcorder en 3x optische zoom.
- Nokia N92 – mobiele telefoon gecombineerd met live-tv.
- Nokia N91 – mobiele telefoon gecombineerd met audiojukebox.
- Nokia N90 – mobiele telefoon gecombineerd met foto- en filmbewerking.
- Nokia 6310i – eerste Nokia die in Amerika operationeel was.
- Nokia 770 – mobiele telefoon gecombineerd met breedbeeldtablet ten behoeve van mobiel internetten.
- Nokia 6680 – het eerste twincamtoestel van Nokia.
- Nokia 9210 – mobiele telefoon gecombineerd met organizer, Word en Excel.
- Nokia 9500 – opvolger van de 9210.
- Nokia 3210 – eerste mobiele telefoon met ingebouwde antenne.
- Nokia 3310 – een van de bestverkopende telefoons ooit, waarvan er meer dan 125 miljoen verkocht zijn.
- Nokia 3510 – eerste mobiele telefoon met ondersteuning voor polyfonische beltonen.
- Nokia 5800 – mobiele telefoon. Touchscreen.
- Nokia 6700 – mobiele telefoon. De nieuwe Classic-telefoon met 5 megapixelcamera en flitser.
- Nokia 7650 – eerste Nokiatoestel met ingebouwde camera.
- Nokia Lumia 800 – eerste mobiele telefoon van Nokia met Windows Phone.
- Nokia Lumia 1020 – eerste mobiele telefoon van Nokia met 41 megapixelcamera en Windows Phone.
- Nokia 808 PureView – mobiele telefoon met 41 megapixelcamera.